# Leopold Just
Johann Leopold Just (Wieleń, Província de Posen, 27 de maio de 1841 – Baden-Baden, 30 de agosto de 1891) foi um botânico e professor alemão.
Foi diretor da Universidade de Karlsruhe, em 1886 — 1887.

## Obras
- Leopold Just (1870). Keimung und erste Entwickelung von Secale cereale unter dem Einfluss des Lichts. Inaugural-Dissertation der philosophischen Facultät der Königlichen Universität zu Breslau zur Erlangung der Doctorwürde (wl). Breslau: Druck von Heinrich Lindner
- Leopold Just (1873). Die Keimung von Triticum vulgare. Ein Beitrag zur Lehre von der Stoffwanderung in den Pflanzen. Wissenschaftliche Zeitschrift für Weinbau, Weinbehandlung und Weinverwerthung (wl). 3. Heidelberg: Carl Winter’s Universitätsbuchhandlung. p. 339–376. nbn:de:bvb:12-bsb11044497-5
- Leopold Just (1875). Untersuchungen über den Widerstand, den die Hautgebilde der Verdunstung entgegensetzen (wl). 1. Breslau: J. U Kern’s Verlag (Max Müller). p. 11–29
- Leopold Just (1877). Ueberdie Einwirkung höherer Temperaturen auf die Erhaltung der Keimfähigkeit der Samen (wl). 2. Breslau: J. U Kern’s Verlag (Max Müller). p. 311–348
- Leopold Just (1882). Phyllosiphon Arisari (wl). 40. Jahrgang. Leipzig: Verlag von Arthur Felix. pp. 1–8, 17–26, 33–47, 49–57
- Leopold Just (1882). Ueber die Möglichkeit, die unter gewöhnlichen Verhältnissen durch grüne beleutete Pflanzen verarbeitete Kohlensäure durch Kohlenoxydgas zu ersetzen (wl). 5. Heidelberg: Carl Winter’s Universitätsbuchhandlung. p. 60–79
- Leopold Just, H. Heine (1889). Zur Beurteilung von Vegetationsschäden durch saure Gase. Zusammen mit H. Heine. Organ für naturwissenschaftliche Forschungen auf dem Gebiete der Landwirtschaft (wl). 36. Berlin: Verlag von Paul Parey. p. 135–158
- Leopold Just, H. Heine (1889). Mehlige und glasige Gerste. Zusammen mit H. Heine. Organ für naturwissenschaftliche Forschungen auf dem Gebiete der Landwirtschaft (wl). 36. Berlin: Verlag von Paul Parey. p. 269–285